# 1-я конная армия
Пе́рвая ко́нная а́рмия (Кона́рмия), 1 КА — высшее оперативное объединение кавалерии (конная армия) РККА Вооружённых сил Советской России, созданное во время Гражданской войны в России.
Конная армия являлась основным мощным и манёвренным средством в руках фронтового и Главного командования для решения оперативно-стратегических задач.

## Создание
Согласно советской историографии и воспоминаниям Будённого, Конная армия была создана по решению РВС Южного фронта и при непосредственном участии И. В. Сталина. Реввоенсовет Советской Республики 17 ноября 1919 года принял решение о создании Первой конной армии под командованием С. М. Будённого.
Однако, по одной из современных версий, в частности, А. И. Фурсова, фактическими создателями Конармии были Б. М. Думенко, Ф. К. Миронов и ряд других лиц, впоследствии замалчивавшихся советской историографией, — все они вскоре были устранены более искушённым в ведении закулисных интриг С. М. Будённым, которому и достались лавры создателя Конармии. Тем не менее, в любом случае, трудно отрицать роль Будённого в её создании и становлении.
Армия была образована на базе трёх дивизий (4-й, 6-й и 11-й) 1-го конного корпуса Будённого по приказу РВС Южного фронта от 19 ноября 1919 года. В апреле 1920 года к ним присоединили 14-ю и 2-ю имени Блинова кавказская дивизии, Отдельную кавказскую бригаду особого назначения, автобронеотряд имени Я. М. Свердлова, четыре бронепоезда: «Красный кавалерист», «Коммунар», «Смерть Директории», «Рабочий», авиационную группу (авиагруппу) и другие части, общей численностью 16-17 тысяч человек личного состава. В ряде операций в подчинение Первой конной армии поступали две-три стрелковые дивизии.
В состав 1-й конной армии входили:
- 1-я Кавказская кавалерийская дивизия (апрель 1920),
- 2-я Ставропольская кавалерийская дивизия имени М.Ф. Блинова (апрель — май 1920),
- 4-я Петроградская кавалерийская дивизия (ноябрь 1919 — август 1923),
- 6-я кавалерийская дивизия (СССР) (ноябрь 1919 — октябрь 1923),
- 8-я кавалерийская дивизия Червонного казачества (август 1920),
- 9-я кавалерийская дивизия (апрель — май 1920),
- 11-я кавалерийская дивизия (ноябрь 1919 — май 1921),
- 14-я кавалерийская дивизия (январь 1920 — октябрь 1923),
- 19-я кавалерийская дивизия (январь — апрель 1921),
- Кавалерийская дивизия имени Екимова (апрель — май 1920),

в оперативном подчинении были:
- 2-й конный корпус (март 1920),
- 9-я стрелковая дивизия (декабрь 1919 — январь 1920),
- 12-я стрелковая дивизия (декабрь 1919 — февраль 1920),
- 20-я стрелковая дивизия (февраль — март 1920),
- 24-я стрелковая дивизия (июль — август 1920),
- 34-я стрелковая дивизия (февраль — март 1920),
- 45-я стрелковая дивизия (июнь — август 1920),
- 47-я стрелковая дивизия (август 1920),
- 50-я стрелковая дивизия (февраль — март 1920).

## Боевой путь
Боевой путь в составе 1-го Конного Корпуса
Участие в Манычской операции
- 6 мая 1919 года в районе хутора Курмоярский решением командующего 10-й армии Егорова был образован 1-й Конный корпус. В состав корпуса вошли 4-я кавалерийская дивизия Будённого и 1-я Ставропольская кавалерийская дивизия Апанасенко, вскоре переименованная в 6-ю кавалерийскую дивизию. Командиром корпуса был назначен Будённый, начальником штаба В. А. Погребов, оперативный отдел штаба корпуса возглавил С. А. Зотов. Начдивом 4-й был утверждён О. И. Городовиков.
- 13 мая, прикрывая отход на Царицын 10-й армии, в районе станицы Граббевской Конный корпус неожиданым ударом нанёс поражение двум дивизиям 2-го Кубанского конного корпуса генерала Улагая. В ходе преследования части белых были отброшены за Маныч.
- 15 мая, удачным манёвром в тыл, дивизии корпуса одновременно контратаковали 1-ю Пластунскую, 4-ю и 5-ю Кубанские конные дивизии белых, перешедших в наступление против 32-й и 37-й стрелковых дивизий в районе станицы Великокняжеской. В результате боя, корпус полностью восстановил положение стрелковых частей 10-й армии, отбросив части белых за Маныч, разгромил 1-ю Пластунскую кубанскую дивизию, захватил шестнадцать орудий, два автоброневика и один грузовик. Захваченные машины были переданы в состав автобронеотряда корпуса.
- 18 — 20 мая дивизии корпуса занимали оборону по реке Маныч, обеспечивая отход за реку Сал стрелковых соединений 10-й армии.
- 25 мая, находясь в резерве командования, корпус Будённого нанёс поражение конному корпусу генерала Покровского начавшего форсирование реки Сал в районе хутора Плетнёва. В результате удара 6-й дивизии с запада, и 4-й с востока, переправившиеся части белых были отрезаны и уничтожены. В ходе боя был серьёзно ранен в плечо, и надолго выведен из строя командующий 10-й армией Егоров, лично возглавивший атаку 6-й дивизии.

Участие в обороне Царицына
- В течение 1 — 7 июня корпус вёл тяжёлые оборонительные бои на широком фронте, прикрывая отход стрелковых частей на рубеж реки Аксай Есауловский. Выполнив задачу, в ночь на 8 июня, при отходе в район станции Гремячая, корпус обнаружил, окружил и разгромил 2-ю Терскую казачью дивизию корпуса генерала Улагая, расположившуюся на ночлег в большой балке.

На рассвете, корпус Будённого внезапно атаковал Астраханскую пехотную дивизию белых, совершавшую марш из Котельниковского в направлении станции Гремячей. Колонна белых, шедшая без разведки и боевого охранения, была застигнута врасплох и сложила оружие, не оказав сопротивления. Будённовцами было захвачено шестнадцать орудий, из них шесть шестидюймовых, семьдесят пулемётов, дивизионный обоз и порядка 5 тыс. пленных. Командир дивизии был захвачен и расстрелян красноармейцами на месте. К вечеру 8 июня корпус вышел в район расположения 10-й армии.

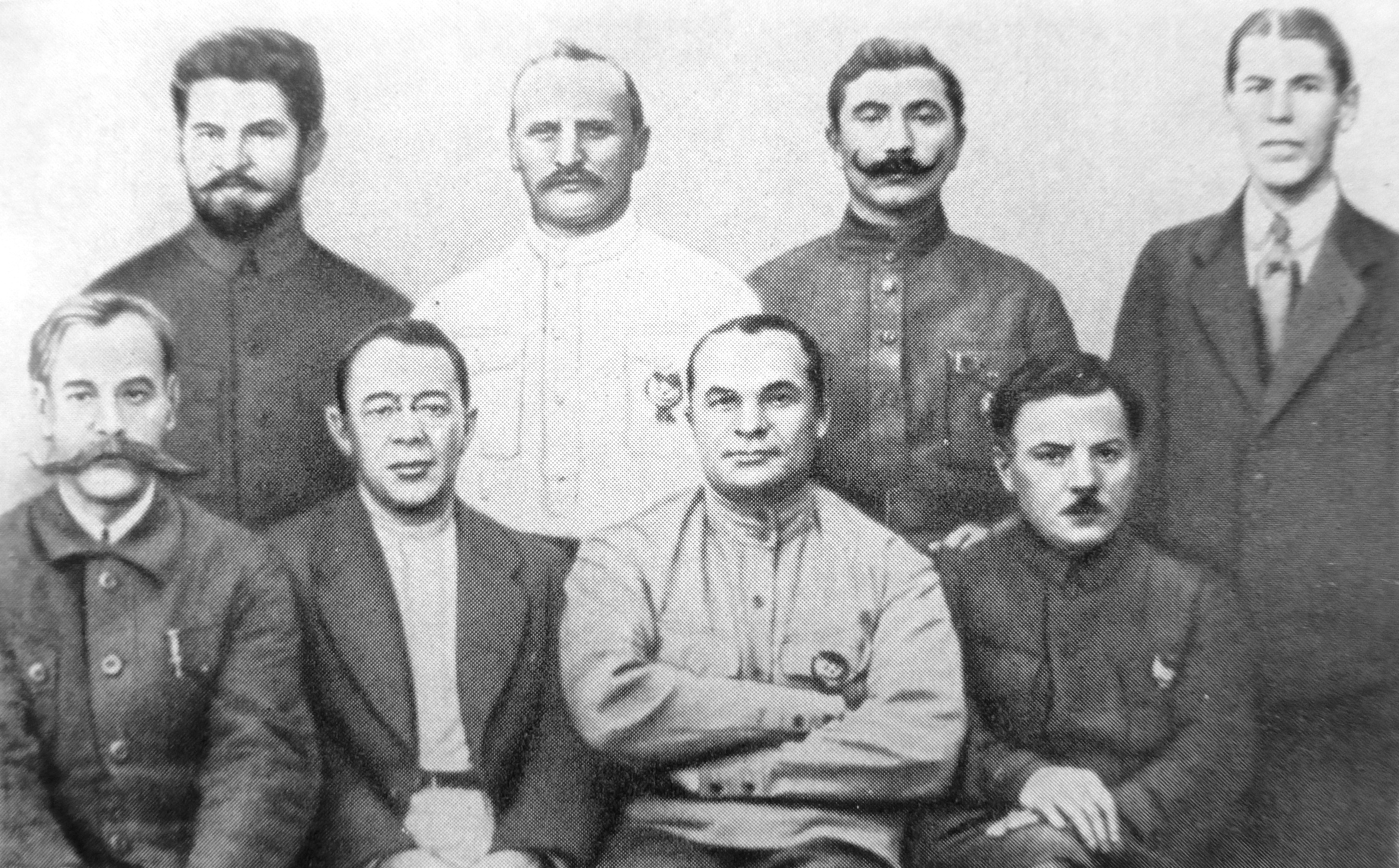
Командиры Первой конной армии в Полевом штабе РККА.
Сидят: главком С. С. Каменев, член РВС Республики С. И. Гусев, командующий войсками Юго-Западного фронта А. И. Егоров, член РВС 1-й Конной армии К. Е. Ворошилов,
стоят: начальник Полевого штаба РВС Республики П. П. Лебедев, начальник штаба Юго-Западного фронта Н. Н. Петин, командующий 1-й Конной армией С. М. Будённый, начальник Оперативного управления Полевого штаба РВС Республики Б. М. Шапошников

- С 11 по 16 июня корпус Будённого занимал оборонительные рубежи по рекам Аксай Есауловский и Гнилой Аксай, прикрывая дальнейший отход 10-й армии на рубеж Песковатка — Карповка, Басаргино — Отрадное под Царицыным. 16 июня корпус был выведен в резерв за правый фланг армии, в район хутора Вертячий.
- 18 июня Конный корпус во взаимодействии с 32-й стрелковой дивизией, контрударом во фланг и тыл нанёс поражение 1-й и 3-й кавалерийской дивизии корпуса Улагая, захватив при этом семьсот пленных, тысячу восемьсот лошадей с сёдлами, двадцать станковых пулемётов и дивизионные обозы.
- 24 июня, в связи с прорывом корпуса Мамонтова севернее Царицына, корпус Будённого был переброшен в район Лозного с задачей разгрома Мамонтова и обеспечения правого фланга и тылов 10-й армии. В тот же день в районе хутора Садки корпус настиг и разгромил 2-ю Хопёрскую дивизию Мамонтова. Последующие двое суток корпус вёл ожесточённые бои в районе Давыдовка, Лозное, Садки.
- С 30 июня, ввиду оставления Царицына красными и спешной эвакуации Реввоенсовета армии за Волгу, командование корпуса на некоторое время подчинило себе отступающие деморализованные части 10-й армии. В короткое время была восстановлена дисциплина и организована новая линия обороны севернее Царицына на рубеже высота 111 — Давыдовка — Оленье.
- На рассвете 2 июля Конным корпусом был осуществлён внезапный контрудар по частям противника, выдвинувшихся в район хуторов Широков, Ерзовка, Пичуга. В результате операции потерпели поражение 3-я и 4-я дивизии корпуса генерала Покровского и казачья дивизия корпуса генерала Шатилова. Взято в плен до шестисот казаков, захвачено семь орудий, тринадцать пулемётов, восемьсот лошадей с сёдлами и несколько десятков подвод с боеприпасами и различным имуществом.
- Через день, обеспечивая отход 10-й армии на Камышин, части корпуса разгромили донскую конницу генерала Голубинцева, захватившую переправы на реке Бердия в районе Усть-Погожье.

Боевые действия Конкорпуса после объявления похода на Москву ВСЮР
- 7 июля в районе Гусёвка, в результате ожесточённого сражения, Конным корпусом были разгромлены крупные силы конницы белых, упредив тем самым нанесение флангового удара по войскам 10-й армии.
- 14 июля, совершив глубокий обходной манёвр по бездорожью, корпус внезапно атаковал в районе Котово превосходящие силы белых в составе конных корпусов Мамонтова и Секретёва, нанеся им большие потери. Отбросив противника за реку Медведица и обеспечив тем самым правый фланг армии, укрепившейся на рубеже Авилово — Камышин, корпус сосредоточился в районе Серино.
- 25 июля корпус, совершив форсированный марш с правого фланга армии, сильным контрударом отбросил кавалерию противника, прорвавшуюся в направлении Камышина на участке обороны 38-й стрелковой дивизии.
- В последующие дни, занимая рубеж Бородачи — Верёвкин, корпус обеспечил отход 10-й армии, закрепившейся к 1 августа на фронте Медведицкое — Верхняя Добринка — Каменка — Красный Яр.

Участие в Воронежско-Касторненской операции
- В ноябре 1919 года  Конный корпус Будённого вместе с 9-й и 12-й стрелковыми дивизиями 8-й армии командарма Г. Я. Сокольникова и начштаба Г. С. Горчакова составил одну из ударных групп Южного фронта. В ходе Воронежско-Касторненской операции нанёс тяжёлые поражения белогвардейской коннице.

Образование армии. Участие её в Харьковской операции
- 6 декабря в селе Великомихайловка (теперь там расположен музей Первой Конной) в результате совместного совещания членов РВС Южного фронта Егорова, Сталина, Щаденко и Ворошилова с командованием корпуса был подписан приказ № 1 о создании Первой Конной армии. Во главе управления армии поставлен Революционный военный совет в составе Командующего Конармией Будённого и членов РВС Ворошилова и Щаденко. Конармия становилась мощной оперативно-стратегической подвижной группой войск, на которую была возложена основная задача по разгрому армий Деникина путём стремительного рассечения фронта белых на две изолированные группировки по линии Новый Оскол — Таганрог с последующим их уничтожением по отдельности.
- 7 декабря 4-я дивизия Городовикова и 6-я дивизия Тимошенко нанесли поражение конному корпусу генерала Мамонтова под Волоконовкой.
- К исходу 8 декабря после ожесточённого боя армия овладела Валуйками. На железнодорожном узле и в городе захвачены эшелоны с продовольствием и боеприпасами, много войскового обоза и лошадей. Соединения Конармии перешли к преследованию противника, отходящего в южном и юго-восточном направлениях.
- К исходу 15 декабря ударная группа Городовикова (4-я и 11-я кавдивизии), разгромив в районе Покровского Мариупольский 4-й гусарский полк белых, вышла на подступы к Сватово.
- К утру 16 декабря, сломив упорное сопротивление белых, неоднократно переходивших в контратаки при поддержке бронепоездов, 4-я дивизия овладела станцией Сватово, захватив при этом большие трофеи, в том числе бронепоезд «Атаман Каледин» (по другим данным, он был подбит на станции Раковка).
- 19 декабря 4-я дивизия при поддержке бронепоездов разгромила объединённую конную группу генерала Улагая. Преследуя бегущего противника, овладела станциями Меловатка, Кабанье и Кременная.
- 21 декабря 6-я дивизия заняла станции Рубежное и Насветевич. В районе Рубежной, где действовала 2-я кавбригада, белые потеряли до пятисот человек зарубленными, в том числе командира сводной уланской дивизии генерал-майора Чеснокова и трёх командиров полков. 1-я кавбригада 6-й дивизии внезапным налётом овладела станцией Насветевич, захватив железнодорожный мост через Северский Донец .

За три дня боёв Первой Конной взято трофеями 17 орудий, из них два горных, остальные — полевые 3-дюймовые, 80 пулемётов, обозы с военным имуществом, 300 пленных кавалеристов, 1000 лошадей с сёдлами и до 1000 человек зарублено.
- В ночь на 23 декабря Конармия форсировала Северский Донец и прочно закрепилась на его правом берегу, овладев Лисичанском.

Участие в Донбасской операции
- К 27 декабря части Конармии, совместно с 9-й и 12-й стрелковыми дивизиями прочно овладели рубежом Бахмут — Попасная. В ходе ожесточённых трёхдневных боёв потерпела поражение и была отброшена на юг крупная группировка войск белых в составе конной группы генерала Улагая, 2-й пехотной дивизии, Марковской офицерской пехотной дивизии, конного корпуса генерала Шкуро, 4-го Донского конного корпуса генерала Мамонтова, а также Кубанского конного корпуса.
- 29 декабря действиями 9-й и 12-й стрелковых дивизий с фронта и охватывающим манёвром 6-й кавдивизии части белых были выбиты из Дебальцево. Развивая этот успех, 11-я кавалерийская совместно с 9-й стрелковой дивизией 30 декабря овладели Горловкой и Никитовкой.
- 31 декабря 6-я кавалерийская дивизия, выйдя в район Алексеево-Леоново, полностью разгромила три полка Марковской офицерской пехотной дивизии.
- 1 января 1920 года 11-я кавалерийская и 9-я стрелковая дивизии при поддержке бронепоездов овладели станцией Иловайской и районом Амвросиевки, разгромив Черкасскую дивизию белых.

Участие в Ростово-Новочеркасской операции
- 6 января силами 9-й стрелковой и 11-й кавалерийской дивизий при содействии местного большевистского подполья занят Таганрог.
- 7 — 8 января части Конармии в составе 6-й и 4-й кавалерийских, а также 12-й стрелковой дивизии, во взаимодействии с 33-й стрелковой дивизией Левандовского в результате 12-часового встречного сражения в районе сёл Генеральский Мост, Большие Салы, Султан-Салы и Несветай разгромили крупную группировку войск белых в составе конных корпусов Мамонтова, Науменко, Топоркова и Барбовича, а также Корниловской и Дроздовской пехотных дивизий, поддерживаемых танками и бронеавтомобилями.
- Вечером 8 января 4-я дивизия Городовикова заняла Нахичевань. В это же время 6-я дивизия Тимошенко, совершив марш по тылам перешедшего в бегство противника, внезапно ворвалась в Ростов-на-Дону, захватив врасплох штабные и тыловые службы белых, праздновавших Рождество.
- В течение 9 января части Конармии вели в городе уличные бои с отступающими за Дон белогвардейскими частями. К 10 января при поддержке подошедшей 33-й дивизии город полностью перешёл в руки красных войск.

В донесении, отправленном Ленину и РВС Южного фронта отмечалось, что в ходе боёв под Ростовом Конармией взято в плен более 10000 белогвардейцев, захвачено 9 танков, 32 орудия, около 200 пулемётов, много винтовок и огромный обоз. В самом городе Красной армией было захвачено большое количество складов с различным имуществом.
- 18 января 1920 года, выполняя категоричную директиву комфронта Шорина по захвату плацдарма в условиях оттепели на южном, болотистом, хорошо укреплённом берегу Дона в районе Батайска понесла большие потери от конных корпусов генералов Павлова и Топоркова. После нескольких дней безуспешных кровопролитных боёв за станицу Ольгинская, имея перед своим фронтом основные силы белых, которые, воспользовавшись пассивностью соседней 8-й армии, сосредоточили тут значительное количество конницы, артиллерии и пулемётов, была вынуждена, сохраняя порядок, отойти за Дон 22 января.

Участие в Северо-Кавказской операции

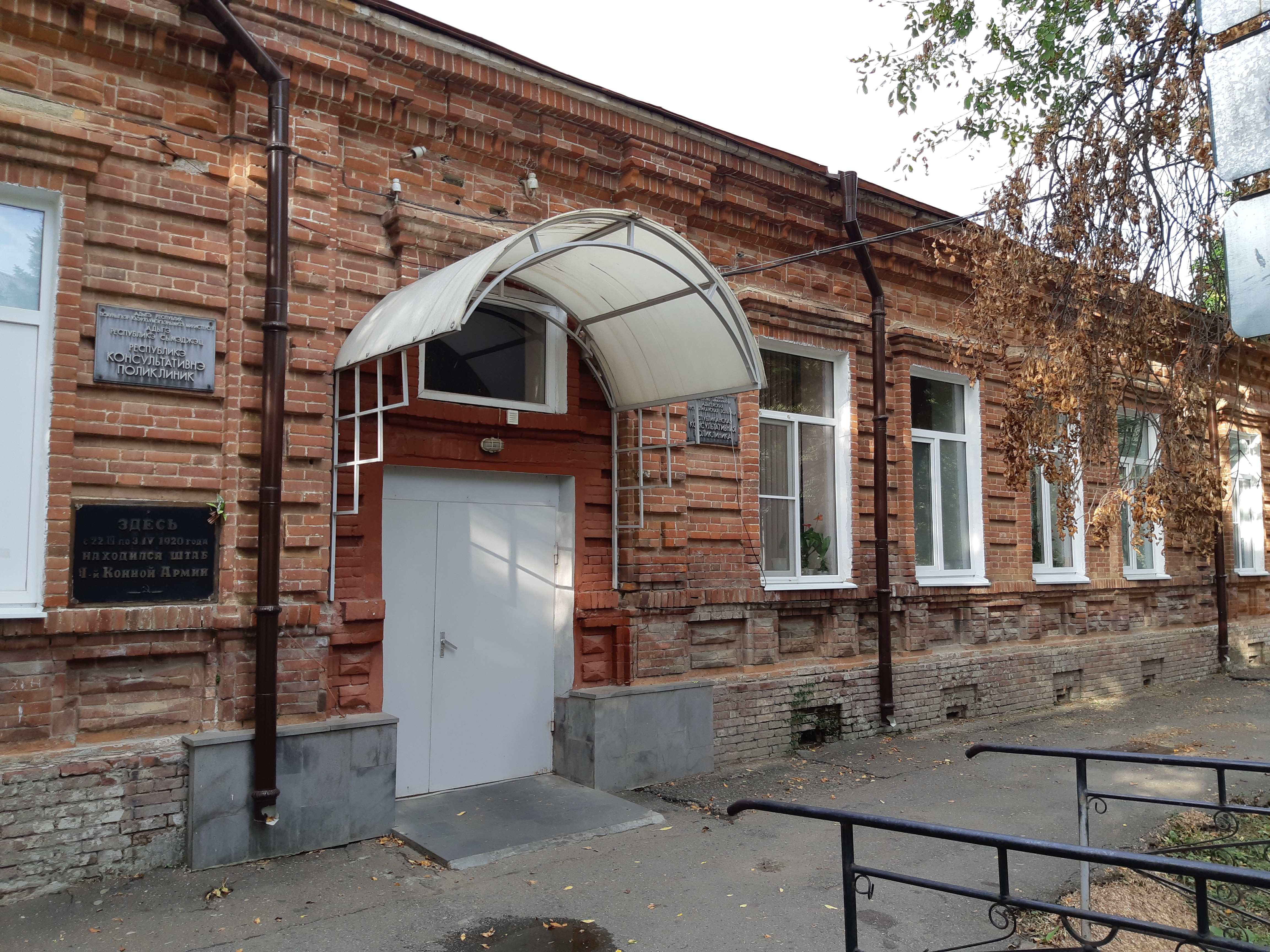
Здание в Майкопе, где располагался штаб 1-й конной армии

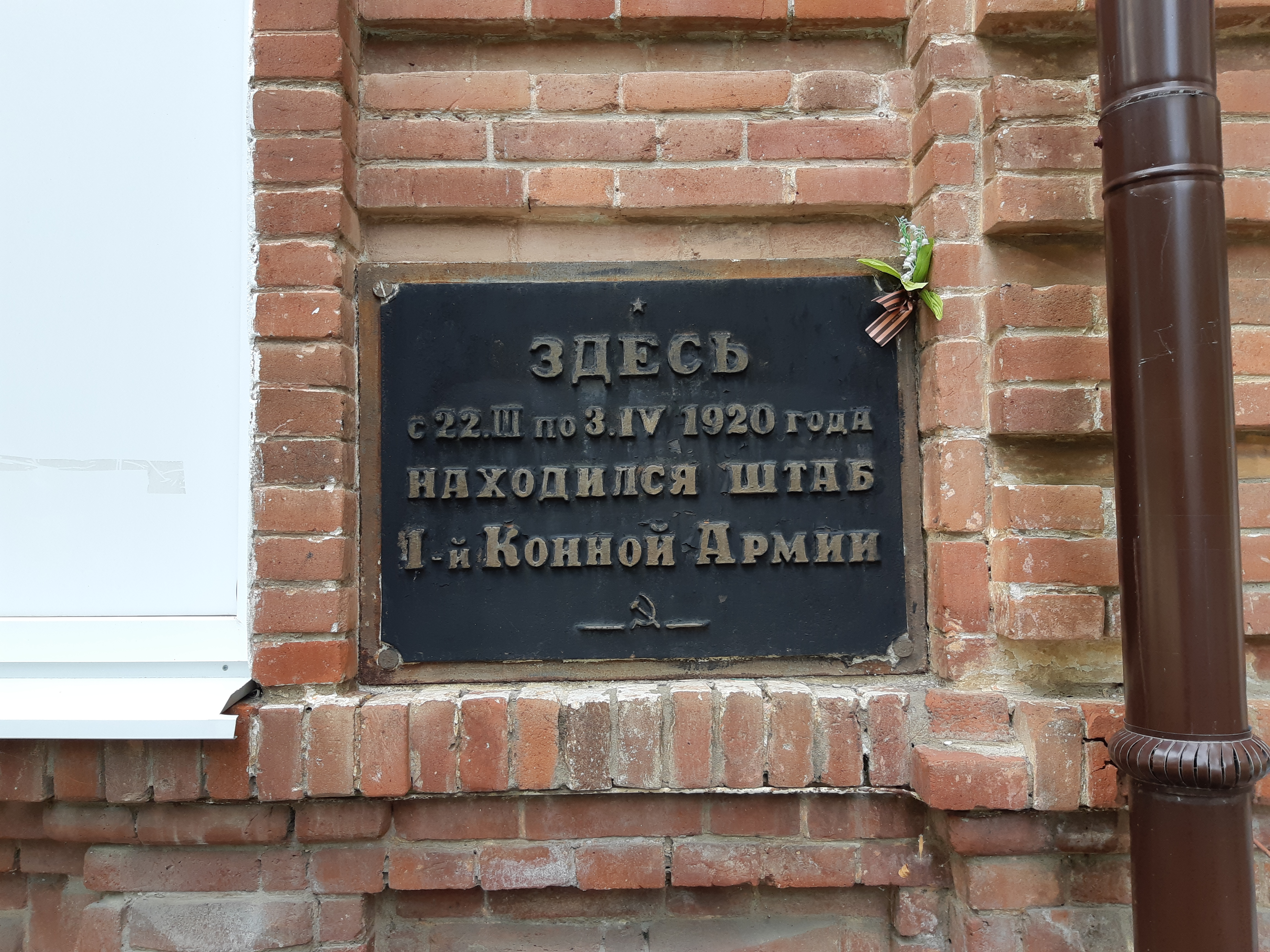
Мемориальная доска на здании штаба 1-й Конной армии

- В феврале 1920 года совместно с тремя приданными ей стрелковыми дивизиями участвовала в крупнейшем за всю Гражданскую войну кавалерийском Егорлыкском сражении, в ходе которого были разгромлены 1-й Кубанский пехотный корпус белого генерала Крыжановского, конная группа генерала Павлова и конная группа генерала Денисова, что привело к поражению основных сил группировки белых на Северном Кавказе и их повсеместному отходу. Однако преследование белых частей было приостановлено из-за начавшейся сильной весенней распутицы.
- С 13 марта продолжено наступление на Усть-Лабинскую, где части Конармии разгромили конный корпус Султана Клыч-Гирея, после чего форсировали Кубань и, преодолевая сопротивление разрозненных частей противника, 22 марта вступили в Майкоп, уже освобождённый краснопартизанскими отрядами.

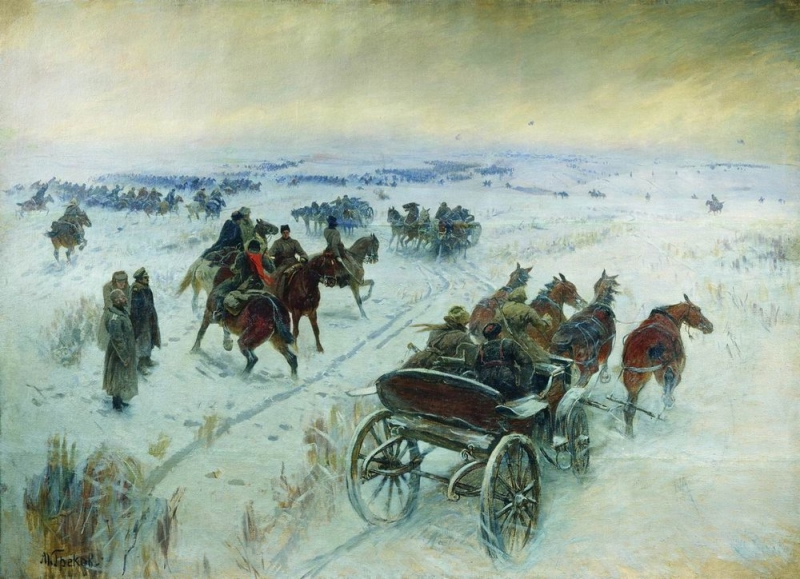
Митрофан Греков.
«Бой при Егорлыкской». 1928−1929.

### Советско-польская война

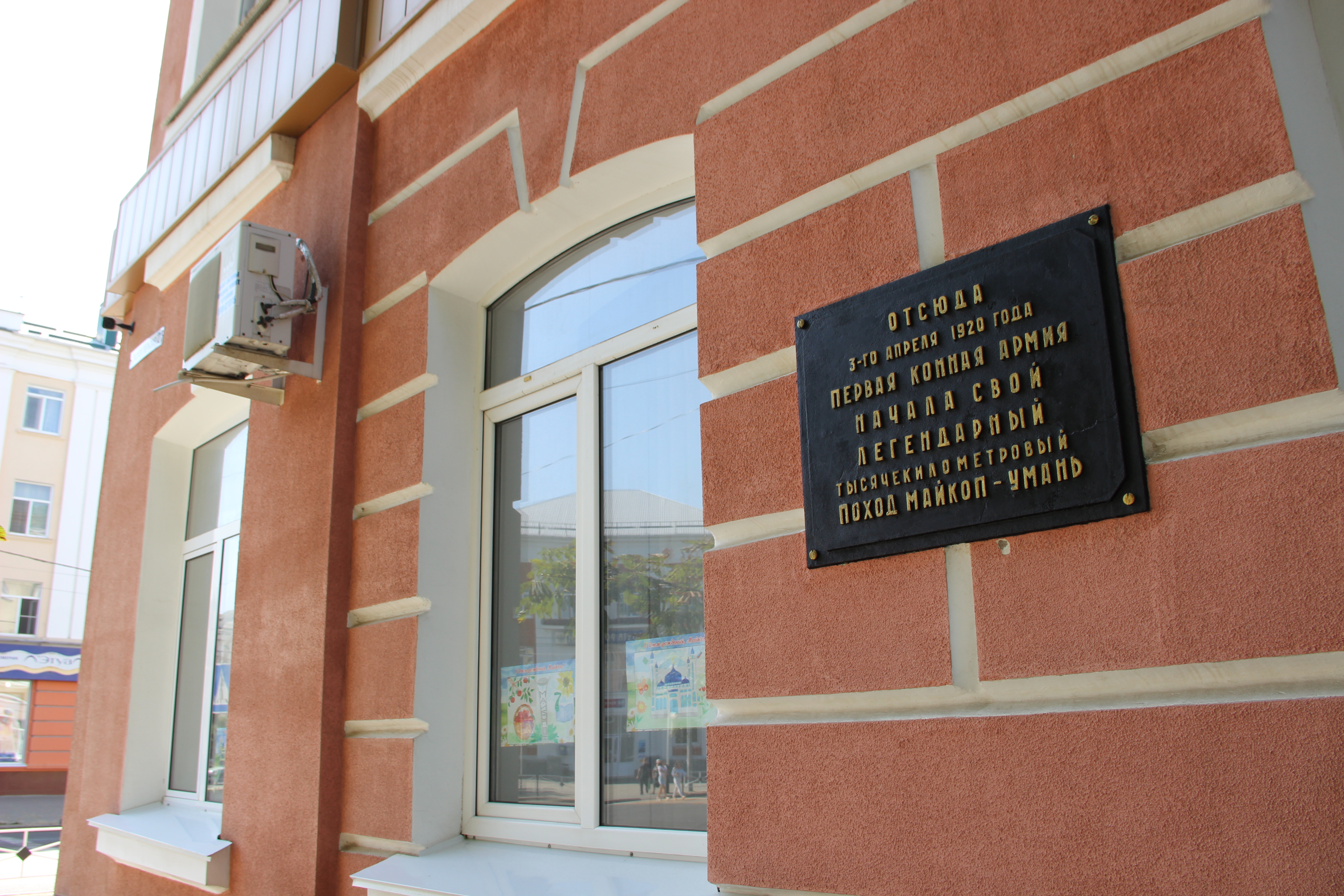
Место, откуда начался поход 1-й конной армии Майкоп-Умань

- В апреле — мае 1920 г. в связи с началом Советско-польской войны Первая конная армия была переброшена с Северного Кавказа на Украину и включена в состав Юго-Западного фронта. В апреле в состав армии была включена свежая 14-я кавдивизия, сформированная из добровольцев — рабочих и шахтёров Донбасса, и крестьян южных губерний. Туда же вошла бригада состоявшая в основном из бывших пленных казаков (часть из них впоследствии перешла на сторону противника). Начдивом был утверждён герой Гражданской войны Александр Пархоменко, бывший луганский рабочий.
- 11 апреля армия выступила в сторону Ростова-на-Дону. 18-19 апреля бойцы Первой Конной, совместно с трудящимися Ростова, и инженерными частями фронта восстановили разрушенную боями железнодорожную насыпь и мост через Дон на перегоне Ростов-Батайск. В ходе напряжённого 1200-километрового марша от Майкопа до Умани, продолжавшегося 52 дня, по пути вела боевые действия с частями армии УНР и стычки с махновцами, продвигаясь широким фронтом по территории Украины.
- После сосредоточения в районе Умани она приняла участие в Киевской операции против польских войск. По первоначальному замыслу РВС Юго-Западного фронта, перед Первой Конной ставилась задача: заняв открытый участок фронта между Фастовской группой И. Э. Якира и 14-й армией И. П. Уборевича, нанести удар на Казатин и Бердичев, вклиниваясь в стык киевской и одесской группировкам войск противника, наступающих по расходящимся операционным направлениям. Таким образом, с выходом на правый фланг и тылы 3-й польской армии создавались условия для разгрома наиболее сильной киевской группировки польских войск.

Ввиду недостатка данных о противнике, на первом этапе операции Конармия должна была войти в соприкосновение с частями противника, установить его численность, дислокацию войск, конфигурацию и характер обороны, а также очистить от банд и диверсионных отрядов прифронтовую полосу.

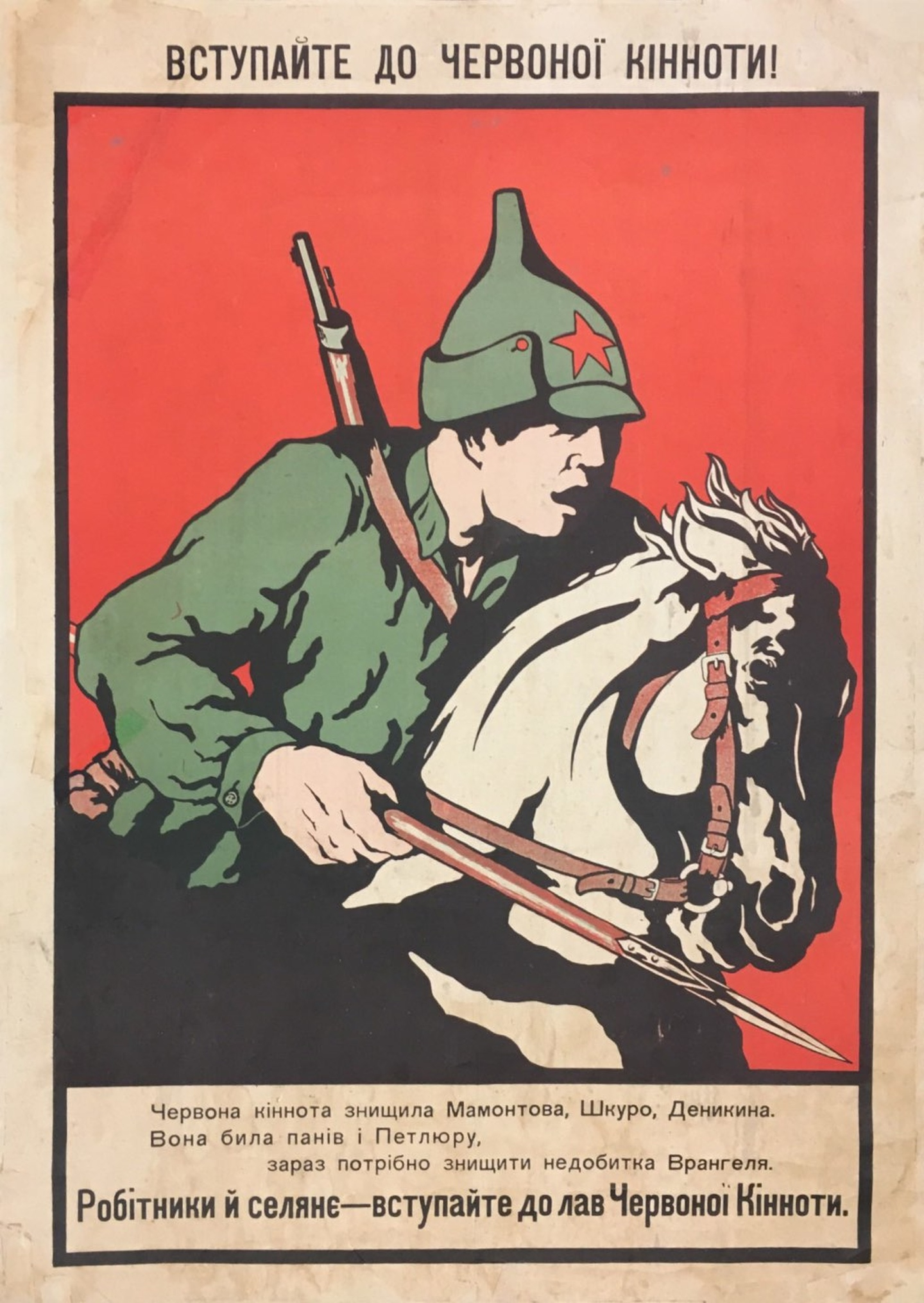
«Вступайте в красную конницу!» Плакат Украинской ССР, 1920 год.

- 27 мая Конармия перешла в наступление. За первые два дня было разгромлено и рассеяно несколько различных вооружённых формирований общим числом порядка 15000 человек, в том числе крупный отряд атамана Куровского, имевшего тесные связи с польским командованием. Разведывательные подразделения Конармии вошли в соприкосновение с передовыми частями противника, взяв пленных и нащупав линию его обороны.

Сражение под Володаркой
- 29 мая части Конармии начали атаку на оборону поляков по всему фронту, завязав ожесточённые бои, не принесшие, однако, значимых результатов. Успеха удалось добиться лишь частям 6-й дивизии Тимошенко, овладевшей сильно укреплённым пунктом Животов и взявшей там значительные трофеи и пленных, однако понёсшей большие потери в личном составе и лошадях. Возглавляя атаку, погибли комиссар Писщулин, начальник разведки 2-й бригады Иван Зиберов, тяжело ранены командиры полков Селиванов и Ефим Вербин. 3-я бригада к вечеру овладела важным опорным пунктом Андрушевкой[a].

Продвижение 1-я Конной было остановлено в сражении под Володаркой (29-31 мая). Лишь 6-й кавдивизии удалось в первый день прорваться через позиции польской 12-й пехотной дивизии, но на следующий день и она была отброшена. После трёх дней упорных боев части 1-й Конной вернулись на свои исходные позиции в районе Умани. На следующий день после сражения 3-я донская кавалерийская бригада (ком. В. Яковлев) перешла на сторону противника и была включена в состав польской армии как Бригада вольных казаков (пол.  Brygada Wolnych Kozaków). В дальнейшем бригада принимала активное участие в боях с Красной армией до самого конца польско-советской войны и даже после её завершения.
Дальнейшее наступление
- 30 мая части 11-й дивизии, после двух суток штурма овладели опорным пунктом Дзюньков.
- 31 мая после исключительно тяжёлого 10-часового боя части 6-й дивизии ворвались в сильно укреплённый город Липовец, однако закрепиться не удалось. Понеся тяжёлые потери, прикрываясь броневиками и бронепоездами, дивизия отошла на рубеж Кожанка — Чернявка — Плисков, приковав однако к себе значительные резервы противника. Также положение армии усугубила измена в 83-м полку 14 кавдивизии, где три казачьих эскадрона во главе командира полка, перешли на сторону противника.
- 5 июня Конная армия прорвала фронт поляков на участке Самгородок, Снежна ударив в стык между 6-й и 3-й польской армией.
- 7 июня 4-я дивизия Коротчаева, совершив стремительный 50-километровый переход, захватила Житомир, разгромив немногочисленный гарнизон поляков. Однако размещённые там штабы польских войск успели выйти из города. Конармейцы вывели из строя все средства технической связи с Бердичевом, Киевом, Новоград-Волынским, разрушили железнодорожный мост, пути и стрелки на станции, взорвали артиллерийские склады, оставленные на путях 10 вагонов со снарядами и орудиями английского образца, 2 вагона с пулемётами. Захвачен эшелон с лошадьми и склады с продовольствием. Из городской тюрьмы освобождено около 2000 заключённых, главным образом красноармейцев и политработников. За городом настигнута и освобождена колонна пленных красноармейцев численностью до 5000 человек.

В этот же день, после упорного уличного боя, 11-я дивизия Морозова ворвалась в Бердичев. Разрушив проводную связь с Казатином, Житомиром и Шепетовкой, взорвав артсклады с запасом до миллиона снарядов и выведя из строя железнодорожные пути, дивизия вышла из города.
- 8 — 11 июня характеризовались действиями частей Конармии и её диверсионных отрядов на тыловых коммуникациях и правом флаге 3-й польской армии[пол.]. Будённовцами были перехвачены железнодорожные и шоссейные магистрали Киев — Фастов, Киев — Житомир, Киев — Коростень, Киев — Казатин, нарушены линии связи, что содействовало наступлению советских войск, оставлению противником Киева и его переходу к отступлению в северо-западном направлении.

11 июня диверсионный отряд А. М. Осадчего, ворвавшись на станцию Тетерев, обезоружил 6-й этапный батальон противника, взорвал железнодорожный мост и пустил под откос два воинских эшелона.
- 12 июня, сломив сопротивление полуторатысячного гарнизона, части Первой Конной вступили в Житомир.
- 27 июня заняла Новоград-Волынский, а 10 июля — Ровно.

Участие во Львовской операции
- В конце июля — начале августа вела бои под Львовом. (См. Битва под Бродами и Берестечком)
- 12 августа 1-я Конная и 12-я армия приказом главкома вооружённых сил Республики Каменева была выведена из состава Юго-Западного фронта и передана в подчинение Западного фронта с целью задействования их в Варшавской операции в связи со складывавшимся там тяжёлым положением для советских войск.

Однако на какое-то время армии задержалась в районе Львова:
- 16 августа 6-я дивизия, форсировав вплавь Западный Буг, захватила и удерживала плацдарм в районе Побужаны, находясь от Львова в 15 км. По показаниям пленных, в городе поднялась паника, началась эвакуация администрации и семей офицеров. Получен приказ Тухачевского о передислокации в район Устилуг — Владимир-Волынский. Однако ввиду явного недостатка сил соседних наступающих армий, намеченных для занятия освобождающегося участка фронта, принято решение о продолжении наступления до разгрома львовской группировки поляков.
- 19 августа продолжались кровопролитные бои на подступах ко Львову. Продвижению частей армии сильно противодействовали бронепоезда и авиация. В центре фронта 6-я и 4-я дивизии отбросили противника на 2-3 километра. На правом фланге 11-я дивизия продвинулась к юго-западным окраинам города, хотя левофланговые части 14-й дивизии оказались немного потеснёнными неприятельской конницей. В целом Конармия находилась в 5-7 километрах от Львова и охватывала его с трёх сторон. Бои носили исключительно ожесточённый характер с обеих сторон. Погибли командир 4-й дивизии Фёдор Литунов и заместитель начальника политотдела армии, главный редактор газеты «Красный кавалерист» И. Д. Перельсон. Командование 4-й дивизией временно возложено на И. В. Тюленева.

События дня нашли отражение в широко известном произведении соцреализма — романе бывшего конармейца Николая Островского «Как закалялась сталь».
Штаб армии наладил связь и договорился о совместных действиях со львовским пробольшевистским подпольем, которое готовило на следующий день вооружённое выступление в городе. Однако вечером была получена директива Тухачевского о немедленном выдвижении в намеченный район контрудара на Люблинском направлении.
- 21 — 25 августа армия, оставив в обороне приданные ей ранее 45-ю и 47-ю стрелковые дивизии, совершила переход в район сосредоточения на реке Западный Буг, одновременно ведя арьергардные бои с польской кавалерией прорвавшейся в район Добротвор.

Участие в Варшавской операции РККА. Рейд в Замостье
К моменту прибытия 1-й Конной в исходный район, войска Западного фронта на Варшавском направлении понесли тяжёлое поражение, повсеместно отходили на восток, и время для нанесения контрудара было упущено. Однако, активные действия Конармии, ценой потерь, приковали к себе крупную группировку войск поляков, облегчив тем самым положение войск Западного фронта.
- 25 августа — начало рейда в Замостье. Армия вышла в тыл противника с задачей овладения Красноставом в четырёхдневный срок и далее ведения наступления на Люблинском направлении. Оперативное построение войск, в условиях действий с открытыми флангами, осуществлялось в форме ромба: 4-я кавдивизия наступала в авангарде, за ней, уступом за правым и левым флангами 14-я и 6-я кавдивизии, 11-я кавалерийская шла в арьергарде, составляя армейский резерв. Первые два дня армия продвигалась, не встречая сопротивления, в сложных условиях начавшихся проливных дождей, продолжавшихся до конца рейда.
- 27 августа произошли первые столкновения с частями польских войск. 14-я дивизия захватила и удерживала переправу через реку Хучва в районе Теребиня, 4-я овладела Тышовце, 6-я и 11-я, отбросив противника к югу, вышли на рубеж Телятин — Новоселки — Гульча. Части 4-й дивизии разгромили казачью бригаду Вадима Яковлева численностью около 750 сабель, используемой польской армией для ведения разведки. Взято порядка 100 пленных, 3 орудия, пулемёты и около 200 лошадей[источник не указан 1990 дней].

На флангах армии начали концентрироваться крупные группировки противника: с юга — группа генерала Халлера, а с севера — 2-я пехотная дивизия легионеров полковника Жимерского. Для облегчения действий Конармии, Тухачевским отдан приказ 12-й армии связать силы противника переходом в активное наступление.
- 28 августа бои велись в полосе наступлений 14-й, 6-й и 4-й дивизий с частями 2-й дивизии легионеров. Передовые части 4-й дивизии внезапным налётом захватили в хуторе Переела неприятельскую заставу, а затем разгромили до трёх рот легионеров. К вечеру дивизия овладела Чесниками. 6-я дивизия, в ходе упорного боя с пехотой и кавалерией поляков овладела Комаровом[источник не указан 1988 дней]. Части 11-й дивизии Морозова без боя заняли Рахане — Семерж. За день армия продвинулась на 25-30 километров, войдя в глубокий тыл противника, потеряв соприкосновение с частями 12-й армии[источник не указан 1988 дней].
- 29 августа упорные бои завязались в полосе наступления 4-й дивизии Тюленева на подступах к Замостью. Тяжёлые бои вели 6-я и 14-я дивизии, атакованные со стороны Грабовца 2-й дивизией легионеров при поддержке двух бронепоездов. По приказу Будённого 4-я дивизия, частью сил прикрывшись заслоном со стороны Замостья, тремя полками, скрытно переброшенными в Завалюв, нанесла легионерам внезапный удар во фланг. Противник, бросив свои укрепления, начал отход к северу[источник не указан 1988 дней]. Используя этот успех, 14-я кавдивизия перешла в контратаку. Однако взять Грабовец не удалось.

В местечке Шевня передовые части 6-й дивизии потрепали остатки казачьей бригады Яковлева, взяли пленных, отбили у противника много лошадей и орудие. В Томашуве разгромлен штаб украинской части. Взято около 200 пленных.
К концу дня лишь 6-я и 11-я дивизии выполнили задачу, выйдя в район Замостья. По уточнённым данным, с севера, из района Грабовца, над правым флангом Конармии нависали крупная по численности, хорошо вооружённая 2-я дивизия легионеров и некоторые части 6-й сечевой дивизии УНР. С юга и юго-востока наступала группа Халлера. Здесь же находилась 9-я бригада 5-й пехотной дивизии.
- 30 августа на юге и юго-востоке группа генерала Халлера заняла Тышовце, Комаров, Вульку Лабиньску, отрезав Конармии пути сообщения со своим тылом и 12-й армией. На севере 2-я дивизия легионеров и части 6-й украинской дивизии удерживали Грабовец. 10-я пехотная дивизия прочно занимала Замостье.

На совещании штаба армии в Невиркове принято решение: разгромить наиболее опасную группу войск Халлера, развязав таким образом руки для наступления на Красностав, для чего двумя дивизиями — 14-й и 11-й — прикрыться со стороны Грабовца и Замостья, а на юг, против Халлера, повернуть 4-ю и 6-ю, на которые возлагались основные задачи. Начдивом 4-й кавалерийской назначен более опытный Семён Тимошенко, находившийся в резерве после боёв под Бродами, а врид 4-й И. В. Тюленев вновь переведён во 2-ю бригаду.
- Ночью 31 августа, упредив перегруппировку войск Будённого, по приказу генерала Сикорского польская армия перешла в наступление. Встречным ударом с юга и севера, группа генерала Халлера и 2-я дивизия легионеров соединились и захватили переправу на реке Хучва у Вербковице, окончательно отрезав пути отступления Конармии. Одновременно 10-я дивизия[пол.] Желиговского перешла в наступление из Замостья на Грубешов, чтобы разрезать Конармию на две части. Эта операция известна как битва под Комаровом.

В течение дня силами 6-й, 11-й и 14-й дивизий и Особой бригады К. И. Степного-Спижарного отбивались атаки противника со стороны его грабовецкой и комаровской группировок, а также гарнизона Замостья. Частям польских сил удалось осуществить сильное вклинение с севера и юга, где польская пехота и уланы захватили Чесники, Невирков, Котлице. На несколько часов были отрезаны две бригады 6-й дивизии, действовавшие западнее Замостья. Несмотря на достижение этих частных успехов, противнику, однако, не удалось выполнить главную задачу по рассечению и уничтожению Конармии.
В виду создавшихся условий, командованием армии принято решение пробиваться на восток для соединения с силами Западного фронта за Бугом.
Частями 14-й дивизии Пархоменко был удержан коридор Невирков — Грубешов. Во второй половине дня части 6-й дивизии выбили польскую пехоту и уланов из Невиркова и Котлице. 4-й дивизии Тимошенко была поставлена задача отбросить польские части, зашедшие в тыл, и расчистить путь армии на восток. В бою за Хорышов-Русский одна из бригад 4-й дивизии атаковала в конном строю позиции польской пехоты. Воодушевляя бойцов личным примером, атаку возглавили Будённый, Ворошилов и Тимошенко, в ходе которой конармейцы выбили противника из села. Бригадой захвачены несколько десятков пленных, пулемёты, походные кухни и повозки с продовольствием.
По итогам суточных боёв дивизии Будённого оказались зажатыми между двумя группировками польских сил в коридоре шириной 12-15 километров в районе Свидники — Хорышов-Польский — Чесники — Невирков — Хорышов-Русский. На востоке, захватив переправы на реке Хучва, поляки отрезали армию от войск Западного фронта. Ожесточённые бои 30 и 31 августа принесли большие потери и измотали армию. Люди выбились из сил, лошади были измотаны. Обозы были переполнены ранеными, заканчивались боеприпасы, медикаменты и перевязочные средства.
Реввоенсовет армии отдал приказ с утра 1 сентября начать отход в общем направлении на Грубешов. Оперативное построение вновь избрано в форме ромба, с расположением в центре обозов и полештарма. В авангарде предстояло наступать 4-й дивизии, с задачей овладения районом Теребинь — Грубешов и захвата переправы через Хучву. Уступами справа и слева должны были двигаться 6-я дивизия без одной бригады и 14-я, а в арьергарде — 11-я дивизия и бригада 6-й. Особая бригада Степного-Спижарного оставалась в резерве и следовала с полештармом.
- 1 сентября Конармия прорвала кольцо окружения, установив связь с частями 12 армии. Утром бригады 4-й дивизии захватили переправы на реке Хучва. 2-я бригада Тюленева, прорвавшись по узкой дамбе в конном строю под сильным пулемётным огнём, стремительно атаковала деревню Лотов и овладела переправой.

3-я бригада Горбачёва, выбив противника из Хостине, захватила мост у Вербковице, обеспечив переправу обозов и полештарма.
Выполнив задачу, дивизия Тимошенко двумя бригадами сходу атаковала расположение польских войск в районе Грубешова, оказав поддержку 132-й стрелковой бригаде 44-й дивизии 12-й армии, ведущей там тяжёлые бои. Противник обратился в бегство. Развивая преследование, конармейцы взяли до 1000 пленных, большое количество пулемётов, винтовок и три тяжёлых орудия. Всего за день в боях противник потерял около 700 человек убитыми и ранеными, а также свыше 2000 пленными.
14-я дивизия, прочно обеспечив правый фланг армии со стороны Грабовца, с боем отходила на линию Подгорцы — Волковые. Передовые части левофланговой 6-й дивизии, отходившие южнее, отбросили польскую пехоту с переправ через Хучву у Конопне и Вороновицы и установили связь с 44-й стрелковой дивизией в Тышовце. Арьергард Конармии — 11-я дивизия в бою с подошедшим к Хорышову-Русскому противником захватила около двухсот пленных и заняла рубеж Заборцы — Гдешин — Хостине. Начдиву Морозову было приказано вечером перейти в наступление и отбросить неприятеля на запад, а утром следующего дня переправиться через Хучву в Вербковице.
- 2 сентября, подтянув свежие силы, при поддержке большого количества артиллерии и авиации польские войска начали наступление, стремясь охватить фланги. В течение трёх дней ожесточённых боёв конармейцы не только сдержали натиск, но и отбросили польские войска, захватив ряд населённых пунктов на западном берегу Хучвы[источник не указан 1990 дней].

В последующие дни соединения 12-й армии, измотанные долгими боями, под давлением противника отошли за Буг, ставя под угрозу фланги 1-й Конной. Севернее неё поляки овладели переправой в Городило и развили наступление на юго-восток, а южнее польская кавалерия двинулась к Крылову.
Под угрозой опасности быть отрезанными от переправ и зажатыми между реками Хучва и Буг, части Конармии под прикрытием сильных заслонов к рассвету 8 сентября переправились за Буг и заняли оборону по его правому берегу.
На совещании руководящего состава дивизий и бригад констатировалось общее тяжёлое положение армии. В 11-й дивизии, например, осталось всего 1180 активных бойцов, причем 718 из них потеряли лошадей. Самая крупная — 6-я дивизия — насчитывала 4000 сабель, но в ней вышли из строя почти все командиры полков и уцелело лишь четыре командира эскадрона. Из 150 пулемётов годными было только 60. Артиллерия, пулемётные тачанки, транспорт, оружие до предела изношены, конский состав изнурён.

### Участие в боевых действиях против армии Врангеля
- С 26 сентября приказом главкома Республики С. С. Каменева армия была выведена в резерв, а затем направлена на Южный фронт для действий против белогвардейских войск генерала Врангеля.
- В конце сентября в частях 6-й кавдивизии комдива И. Р. Апанасенко, следовавшей в район сосредоточения в арьергарде основных сил, начались беспорядки. Участились случаи неповиновения приказам командования под предлогом усталости и плохого материального обеспечения, резкое падение дисциплины. Произошли случаи мародёрства, еврейских погромов, убийства мирного населения, дезертирство. 28 сентября был убит военком дивизии Георгий Шепелев. О произошедшем в дивизии стало известно Ленину и главкому Каменеву. В октябре, на экстренном совещании Реввоенсовета армии, был выпущен приказ о том, что полки, отмеченные в данных преступлениях, подлежат разоружению, расформированию, лишаются всех наград, знамён и навсегда вычёркиваются из списков 1-й Конной. Впрочем, по инициативе Будённого, эти меры были смягчены, оружие бойцам возвращено. Лица, уличённые в погромах, подверглись суду военно-революционного трибунала и были расстреляны, но части зачинщиков удалось скрыться. Такие же меры были первоначально присуждены командирам, допустившим беспорядки. Однако расстрелы и тюремные сроки, ввиду их личных заслуг, а также по случаю третьей годовщины Октябрьской Революции были заменены более мягкими приговорами. Все они были распределены со значительным понижением в должности в другие кавчасти, Апанасенко отстранён от должности. Однако по результатам последующих боевых действий на Врангелевском фронте многие из них вернули себе свои звания.
- К 23 октября, пройдя за 28 дней почти 700 км, попутно зачищая тылы от контрреволюционных формирований и банд, армия сосредоточилась в районе Березнеговатое.
- 25 октября на совещании РВС армий на станции Апостолово, главкомом республики Каменевым и командюжем Фрунзе перед Первой Конной армией была поставлена задача: взаимодействуя с 6-й армией Корка наступать с Каховского плацдарма и захватить Перекопский перешеек, блокировав отход главных сил врангелевской армии из Таврии в Крым. Там же начдивом 6-й дивизии вновь назначен О. И. Городовиков, переведённый туда с поста командарма 2-й Конной армии.
- 28 октября армия переправилась через Днепр на Каховский плацдарм. Параллельно с этим началось общее наступление сил Южного фронта взломавшее оборону белых войск на всем протяжении.
- 29 октября Конармия перешла в наступление (фактически рейд по тылам) двумя группами — северная (6-я и 11-я кавдивизии) и южная (4-я и 14-я кавдивизии). К исходу дня дивизии достигли намеченых целей, не встречая значительного сопротивления. Части 11-й кавдивизии заняли Агайманы, захватив там тыловые учреждения белых, оказавших сопротивление. Несколько человек было зарублено, 40 взято в плен, в том числе офицеры. Захвачено большое количество обозов, главным образом с продовольствием и фуражом, артсклад и до 10 миллионов рублей врангелевскими кредитками. 6-я кавдивизия заняла район Успеновка, Сисоева, Н. Ральевка, установив связь с Латышской дивизией. 4-я кавдивизия вышла в район Аскания-Нова, Громовка. Реввоенсовет и полештарм Первой Конной остановились в Аскании-Нова. Для расположенного там же научного заповедника была выделена охрана, назначен комендант, составлена опись содержащихся животных и имущества.
- 30 октября продолжилось успешное наступление на тылы врангелевских войск. Конниками 4-й кавдивизии Тимошенко была захвачена Ново-Михайловка, где был разбит запасный полк Корниловской пехотной дивизии, пленено около тысячи солдат. В районе станции Ново-Алексеевке был разгромлен запасный полк Марковской пехотной дивизии, штаб 1-й армии, взято в плен много солдат и офицеров, захвачен обоз и свита генерала Кутепова. Сама станция без выстрелов была взята 1-й кавбригадой 4-й дивизии, где буденновцами были захвачены 5 паровозов, свыше 200 вагонов, в том числе 16 со снарядами и 3 с авиачастями, много орудий, пулемётов, патронов. Порядка 40 офицеров заперлись в пакгаузе, отстреливались, часть была убита, часть пленена. В плен взят председатель военно-судной части Врангеля генерал Николай Морель.

Участие в Перекопско-Чонгарской операции
- Осенью 1920 года во взаимодействии с другими войсками Южного фронта провела успешное наступление с Каховского плацдарма в направлении Аскания-Нова, Громовка. В ходе операции в Северной Таврии совместно с 2-й конной армией под командованием Ф. Миронова группировке врангелевских войск было нанесено крупное поражение, после которого остатки этой группировки ценой больших потерь в живой силе и технике прорвались в Крым.

После окончания Гражданской войны
- Зимой 1920—1921 годов вела бои с отрядами Махно на Левобережной Украине, а затем уничтожила белогвардейскую повстанческую армию генерала Пржевальского на Северном Кавказе.
- 1920 год. Приказом председателя РВСР № 2660/532 от 3 декабря 1920 г. создаётся управление Вооружённых Сил Украины и Крыма (далее ВСУК). ВС состояли из Киевского военного округа, Управления Украинской запасной армии и Харьковского военного округа. Управление было создано на базе полевого управления Южного фронта[6][7]. Из состава войск Южного фронта исключена 1-я Конная армия и включена в состав войск ВСУК[8].
- В мае 1921 года была расформирована, но штаб армии сохранялся до октября 1923 года.
- В июне 1938 года А. И. Ерёменко стал командиром 6-го кавалерийского корпуса, сформированного из частей Первой Конной армии и дислоцированного в Белорусском военном округе

## Командный состав 1-й Конной армии

### Командующий
- Будённый Семён Михайлович — с 17 ноября 1919 года по 26 октября 1923 года[9]

### Члены РВС
- Ворошилов Климент Ефремович — с 17 ноября 1919 года по 7 мая 1921 года[9]
- Щаденко Ефим Афанасьевич — с 17 ноября 1919 года по 5 июля 1920 года[9]
- Минин Сергей Константинович — с 14 июля 1920 года по 6 мая 1921 года[9]
- Горбунов Павел Петрович — с 10 октября 1920 года по 27 мая 1921 года[9]
- Бубнов Андрей Сергеевич — с 29 апреля 1921 года по 27 мая 1921 года[9]
- Секретарь РВС — Сергей Николаевич Орловский

### Начальники штаба
- Погребов Виктор Андреевич, врид — с 17 ноября 1919 года по 1 января 1920 года[9]
- Щёлоков Николай Кононович — с 1 января 1920 года по 19 июня 1920 года, с 16 февраля 1921 года по 26 октября 1923 года[9]
- Клюев Леонид Лаврович — с 20 июня 1920 года по 16 февраля 1921 года[9]
- Зотов, Степан Андреевич, 22.07.1922 — 22.10.1922

### Выдающиеся военачальники
В рядах Первой конной армии служили многие командиры, ставшие впоследствии видными советскими военачальниками: С. М. Будённый, К. Е. Ворошилов, С. К. Тимошенко, М. И. Чумаков, Г. И. Кулик, А. В. Хрулёв, И. В. Тюленев, О. И. Городовиков, К. С. Москаленко, П. С. Рыбалко, П. Л. Романенко Д. Д. Лелюшенко, И. Р. Апанасенко, К. А. Мерецков, А. И. Ерёменко, А. М. Пронин, А. И. Лопатин, Д. И. Рябышев, П. Я. Стрепухов, А. П. Жуков, Ф. В. Камков, А. А. Гречко, С. М. Кривошеин, П. Ф. Жигарев, А. И. Леонов, Я. Н. Федоренко, А. С. Жадов, П. А. Белов, В. В. Крюков, Т. Т. Шапкин, В. И. Книга, П. В. Гнедин, Я. П. Синкевич и другие.
После расформирования армии в её частях служили Г. К. Жуков, Л. Г. Петровский, И. Н. Музыченко, Ф. К. Корженевич, И. А. Плиев, С. И. Горшков, М. П. Константинов, А. Т. Стученко и другие известные военачальники.

## Память о Первой конной армии

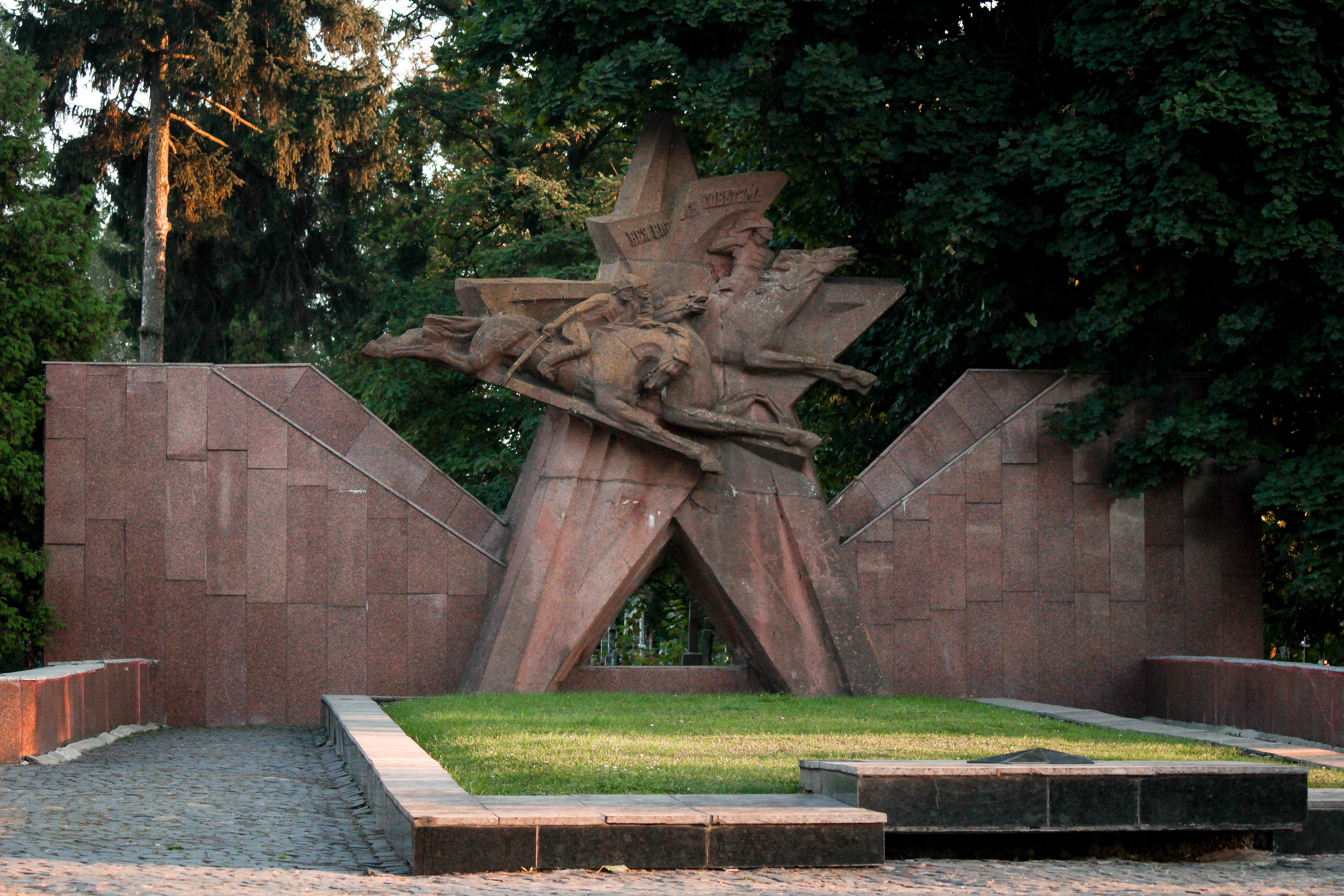
Братская могила воинов 1-й Конной армии, г. Ровно, Украина

- На родине Первой конной армии, в селе Великомихайловка Белгородской области, действует Мемориальный музей «Первой конной армии».
- В Ростове-на-Дону, Симферополе и Старом Осколе есть улицы, названные в честь Первой конной армии.
- Во Львовской области над автострадой Львов — Киев возле села Хватов недалеко от посёлка Олеско, был установлен Памятник бойцам Первой конной армии. В 2017 году памятник был демонтирован
- в Погребищенском районе Винницкой области был совхоз имени Первой Конной Армии. После провозглашения независимости Украины, в июле 1995 года Кабинет министров Украины утвердил решение о приватизации совхоза[10] и он прекратил своё существование
- В Зерноградском районе Ростовской области действует конный завод имени Первой Конной Армии[11], который разводит лошадей знаменитой будённовской породы.

### Первая конная армия в искусстве
- В 1926 году Исааком Бабелем был опубликован сборник рассказов «Конармия».
- «Первая конная» — советский художественный фильм 1941 года, реж. Ефим Дзиган и Георгий Березко
- «Первая конная» — советский художественный фильм 1984 года, реж. Владимир Любомудров

### Первая конная армия в живописи

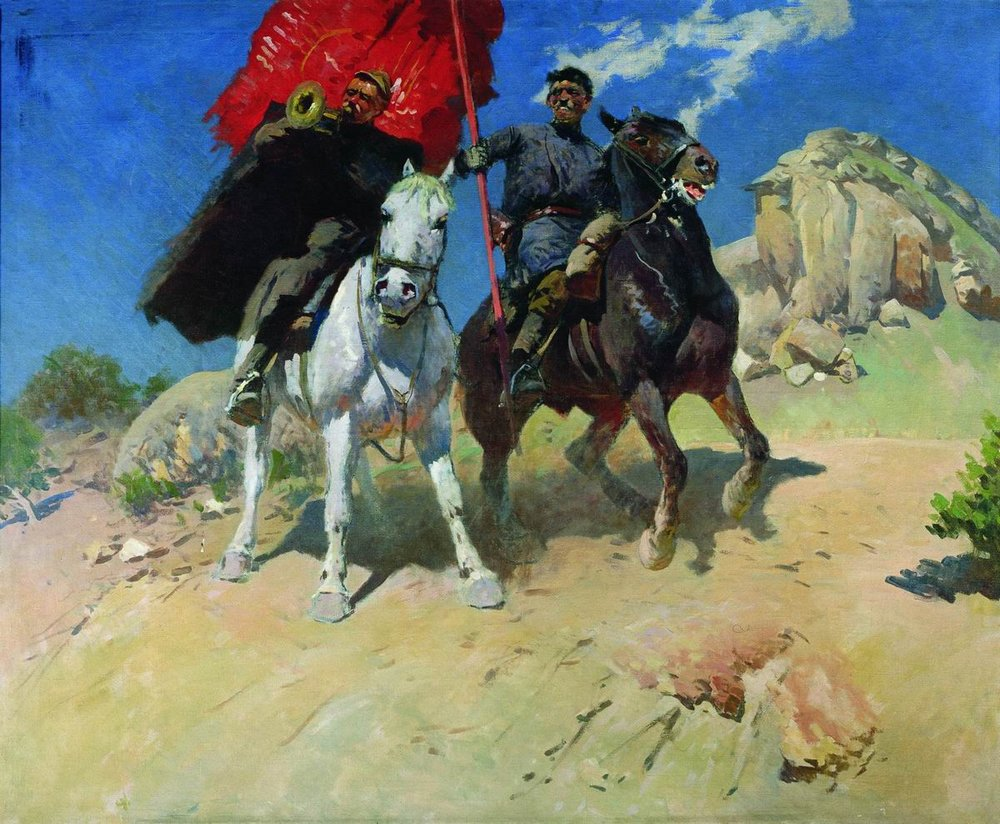
Греков, картина «Знамёнщик и трубач», 1934 год.
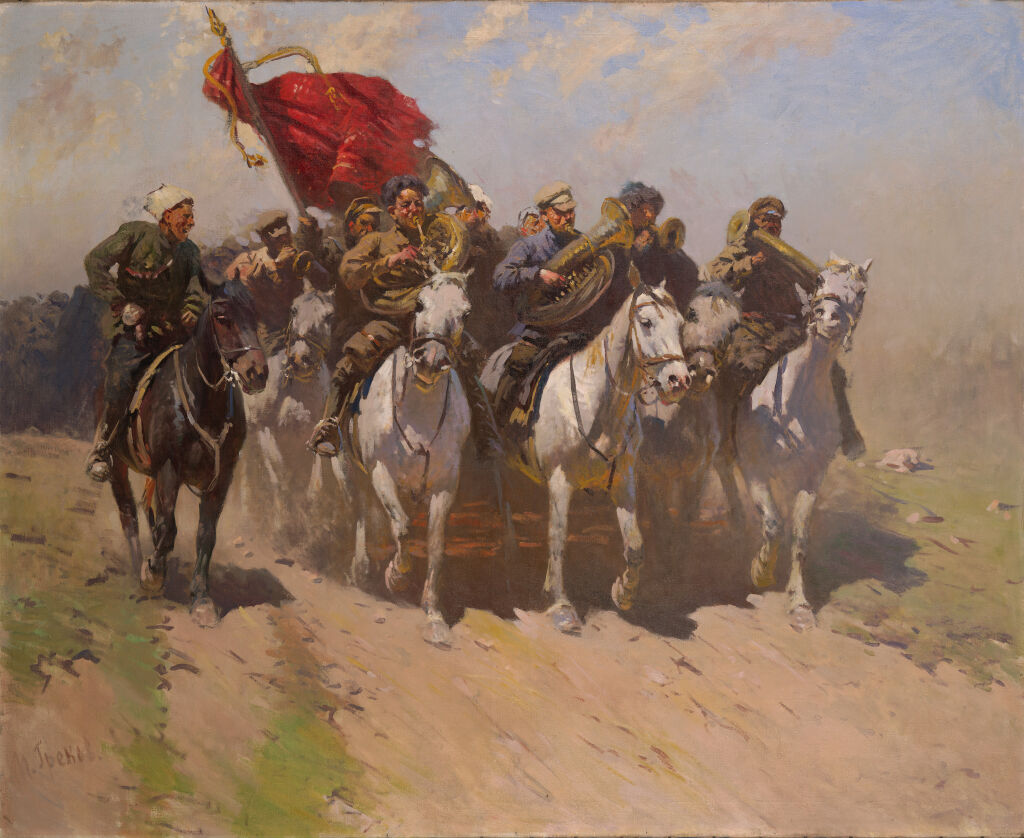
Греков, картина «Трубачи Первой конной»

### Первая конная армия в филателии

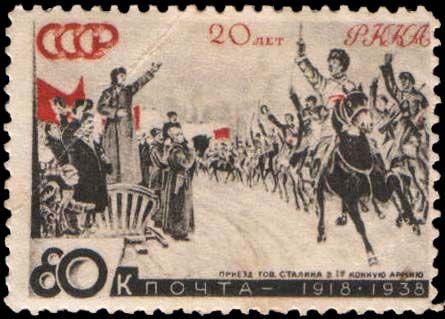
«Приезд тов. Сталина в 1-ю Конную армию». Слева Сталин,  справа от него, внизу, стоят Будённый, Ворошилов, за ними вдали, в чёрной бурке, на коне О. Городовиков.
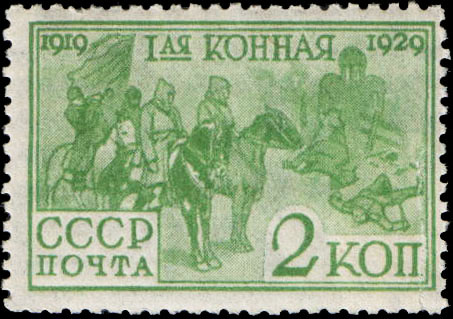
Почтовая марка СССР с картиной М.Б. Грекова "На развалинах старого мира", 1929 год
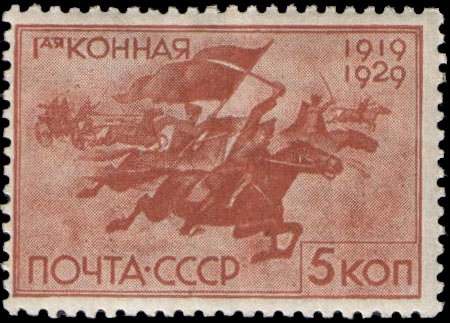
Почтовая марка СССР, 1929 год
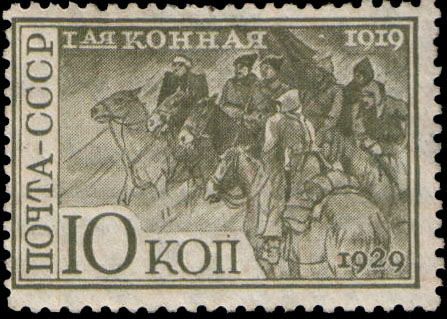
Почтовая марка СССР, 1929 год
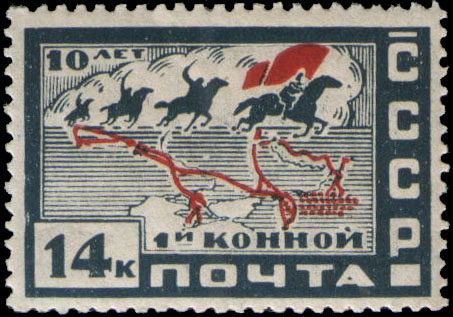
Почтовая марка СССР, 1929 год: 10 лет 1-й конной
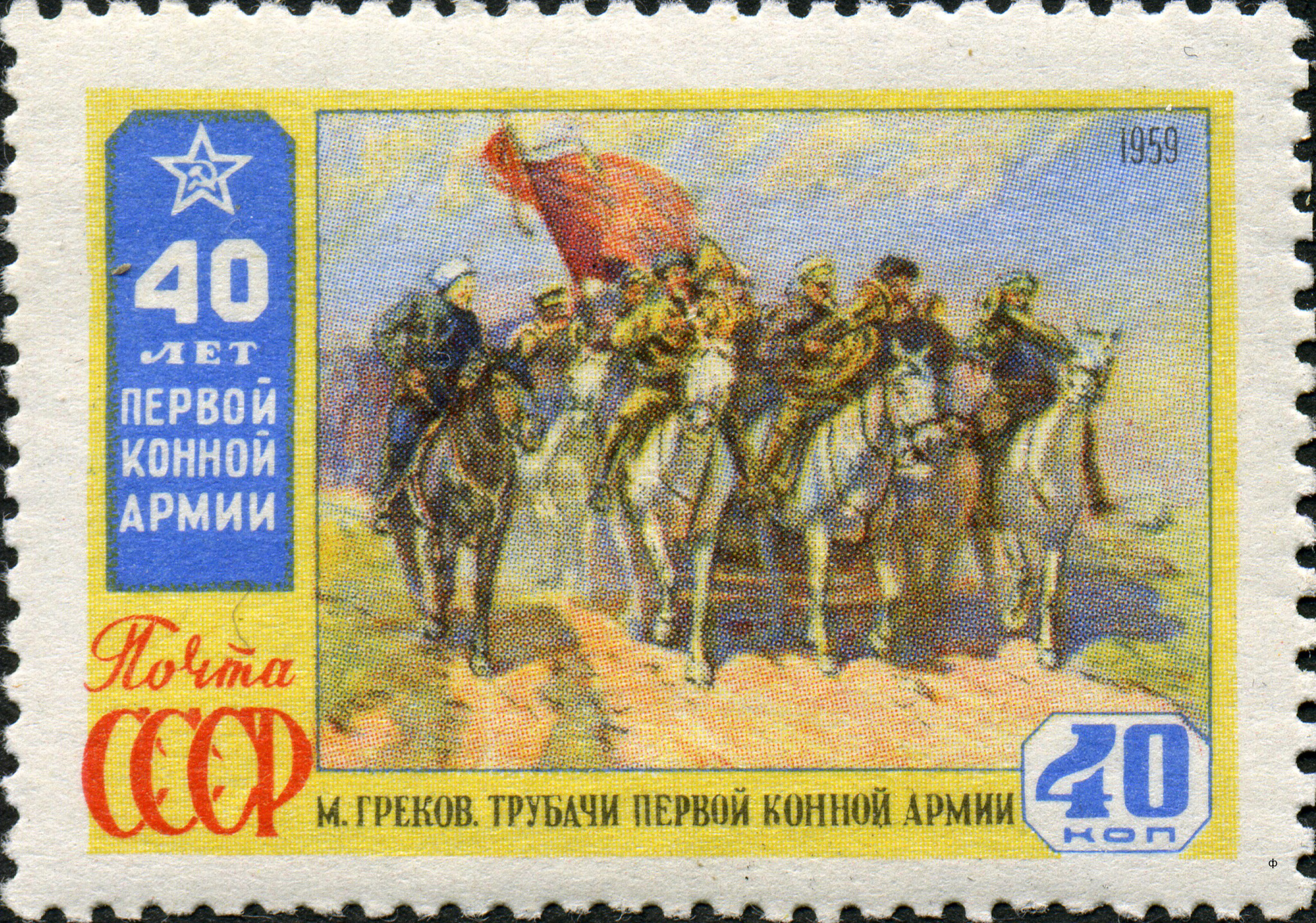
Почтовая марка СССР, 1959 год: 40 лет Первой конной армии
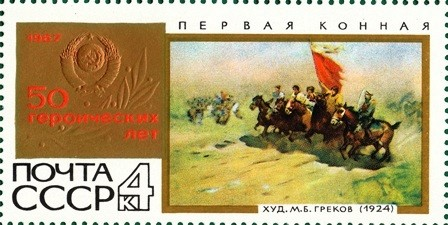
Почтовая марка СССР, 1967 год. Первая конная. Художник М. Б. Греков
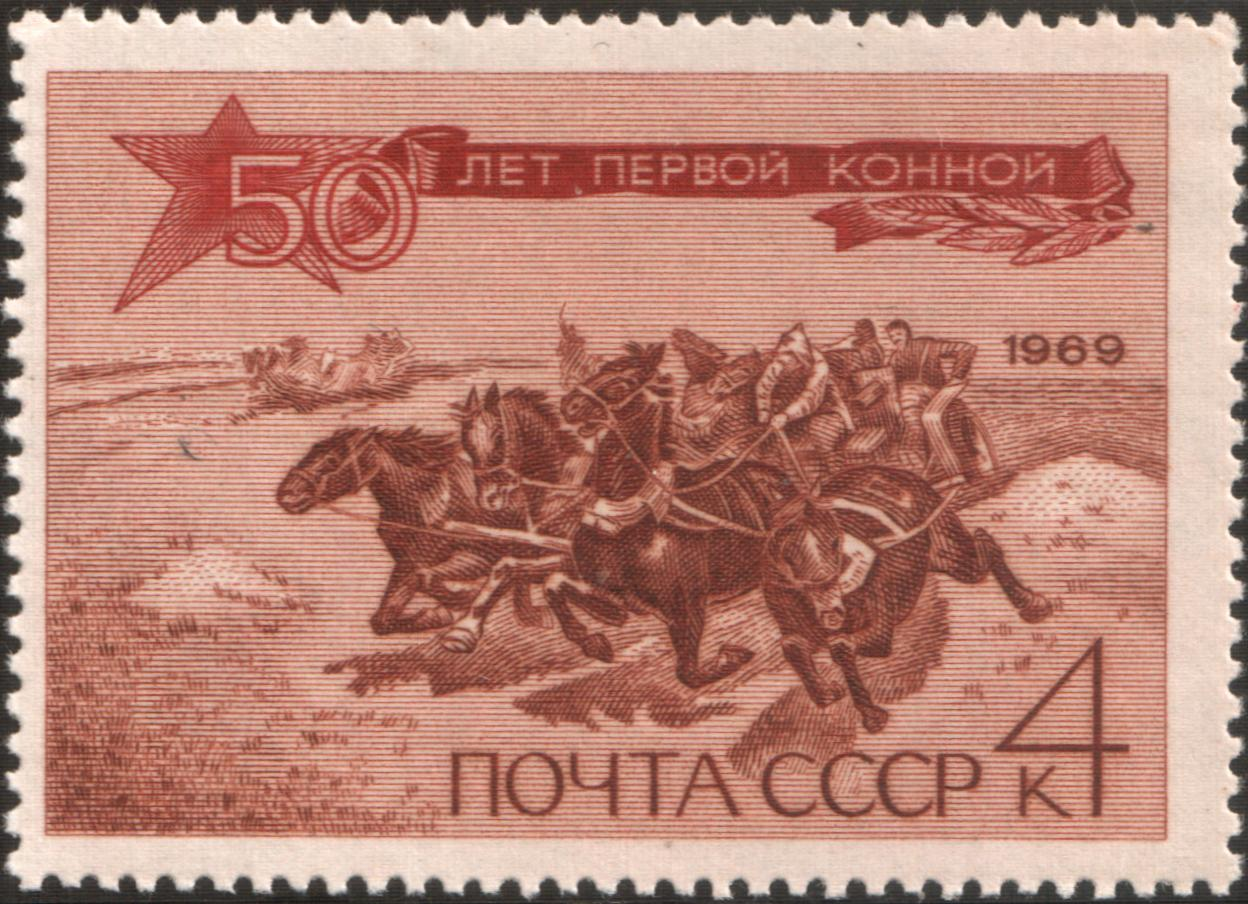
Почтовая марка СССР, 1969 год: 50 лет Первой конной

## Примечательные факты
- Почётным красноармейцем 1-й Конной армии был И. В. Сталин[4].
- Полковым врачом в бригаде С. М. Патоличева служил будущий академик АМН СССР, терапевт, гематолог И. А. Кассирский. Его воспоминания «Всадники из легенды» были опубликованы в журнале «Знамя» в 1968 году.

### Комментарии
1. ↑  В этом бою отличилась пулеметчица 35-го кавполка Павлина Кузнецова, попавшая в окружение во время контратаки противника и отбивавшая атаки до прихода помощи.
2. ↑  Бригада была сформирована из донских казаков, состоявших на службе в армии Деникина. После поражения Деникина казаки были насильно мобилизованы в Красную армию.
3. ↑  Яковлев получил чин полковника и командовал бригадой до её расформирования в 1923 году.
4. ↑  Бывшая 3-я донская казачья кавалерийская бригада в составе 1-й Конной. После неудачи 1-й Конной в сражении под Володаркой (31 мая 1920 года) бригада перешла на сторону поляков. В польской армии была переименована в Бригаду вольных казаков (пол. Brygada Wolnych Kozaków). Принимала участие в боях с красными до окончания польско-советской войны и даже после её окончания. Расформирована в 1923 году.
5. ↑  По польским оценкам 1-я Конная потеряла под Комаровым до 4000 убитыми. Точные цифры потерь в СССР не публиковались и неизвестны до сих пор. Победа под Комаровым отмечается в Польше как национальный праздник — День польской кавалерии

### Сноски
1. ↑  Первая конная армия / Русский орфографический словарь: около 180 000 слов [Электронная версия] / О. Е. Иванова, В. В. Лопатин (отв. ред.), И. В. Нечаева, Л. К. Чельцова. — 2-е изд., испр. и доп. — М.: Российская академия наук. Институт русского языка имени В. В. Виноградова, 2004. — 960 с. — ISBN 5-88744-052-X.
2. ↑  Первая конная армия — статья из Большой советской энциклопедии.
3. ↑  Конармия. Лопатин В. В., Нечаева И. В., Чельцова Л. К. Прописная или строчная?: Орфографический словарь. — М.: Эксмо, 2009. — С. 223. — 512 с. — (Библиотека словарей ЭКСМО). — 3000 экз. — ISBN 978-5-699-20826-5.
4. 1 2  Речь на торжественном заседании в военной академии. Дата обращения: 7 августа 2011. Архивировано 9 ноября 2011 года.
5. ↑  Фурсов А. И. Курс лекций по русской истории : Лек. 57 Гражданская война и интервенция в России: причины, этапы, итоги. (28:40 — 29:04).
6. ↑  Краснознамённый Киевский. 1979.
7. ↑  Центральный государственный архив Советской армии. В двух томах. Том 1. Путеводитель. ЦГАСА, 1991.
8. ↑  Военный энциклопедический словарь. 1984.
9. 1 2 3 4 5 6 7 8 9  rkka.ru. cavalry. Кавалерия гражданской войны. Командный состав кавалерийских соединений и объединений. Дата обращения: 22 апреля 2011. Архивировано 24 июля 2014 года.
10. ↑  «00414322 Радгосп імені Першої Кінної Армії, с. Сніжна Погребищенського району»
Постанова Кабінету міністрів України № 538 від 20 липня 1995 р. «Про доповнення переліку об'єктів, що підлягають обов’язковій приватизації у 1995 році» Архивная копия от 27 декабря 2018 на Wayback Machine
11. ↑  ОАО Конный завод имени Первой Конной Армии - официальный сайт. Дата обращения: 10 октября 2014. Архивировано 16 октября 2014 года.